# Sjællandsgade Bad
Sjællandsgade Bad er en badeanstalt beliggende i Sjællandsgade på Nørrebro i København. 
Badeanstalten åbnede som kommunal badeanstalt i 1917.
Det nuværende foreningsbaserede bad (forening stiftet 2011) er drevet af frivillige. 